# Greatest Hits (альбом Шер)
Greatest Hits — третий сборник хитов американской певицы и актрисы Шер, выпущенный в октябре 1974 года на лейбле MCA Records. Альбом был выпущен по завершении контракта с MCA Records, её лейбла с 1971 года. Альбом достиг № 152 в Billboard 200. На альбоме представлены все известные хиты Шер с 1971 до 1974, а также песня с альбома Dark Lady «Melody». На альбоме нет ни одной песни с альбома Bittersweet White Light.

## Список композиций
| №  | Название               | Автор(ы)                       | Длительность |
| -- | ---------------------- | ------------------------------ | ------------ |
| 1. | «Dark Lady»            | Johnny Durrill                 | 3:26         |
| 2. | «The Way of Love»      | Al Stillman, Jacques Dieval    | 2:29         |
| 3. | «Don't Hide Your Love» | Neil Sedaka, Howard Greenfield | 2:50         |
| 4. | «Half-Breed»           | Mary Dean, Al Capps            | 2:47         |
| 5. | «Train Of Thought»     | Alan O'Day                     | 2:35         |

| №  | Название                                  | Автор(ы)          | Длительность |
| -- | ----------------------------------------- | ----------------- | ------------ |
| 1. | «Gypsys, Tramps & Thieves»                | Bob Stone         | 2:35         |
| 2. | «I Saw A Man And He Danced With His Wife» | Johnny Durrill    | 3:14         |
| 3. | «Carousel Man»                            | Johnny Durrill    | 3:05         |
| 4. | «Living in a House Divided»               | Bahler            | 2:59         |
| 5. | «Melody»                                  | Crofford, Garrett | 2:36         |

Дополнительные примечания
- На CD-версии альбома присутствует 11-й трек «Dixie Girl».

## Над альбомом работали
- Шер — вокал
- Снафф Гарретт — музыкальный продюсер
- Al Capps — аранжировщик
- Michel Rubini — аранжировщик
- John Engstead — фото

## Чарты
| Чарт (1974)                 | Высшая позиция |
| --------------------------- | -------------- |
| United States Billboard 200 | 152            |
| Australian Albums Chart     | 100            |